# ヴォーン・アリソン
ヴォーン・アリソン (Vaughan Allison、1983年 - ) は東京を拠点としたカフェ経営者、モデル、英語教師、音楽プロモーター、コーヒーパーソナリティ。主な活動は、海外アーティストの日本ツアープロデュース、コーヒーについての執筆活動、モデル活動、そして東長崎にあるマイアマイアカフェの共同創始者。

## 来歴
ヴォーンは1983年2月11日、メルボルンの聖ヴィンセント私立病院で生まれ、両親とミュージシャンのマーティン・マルティニと共に育つ。
2001年に初めて来日、2003年に立命館アジア太平洋大学の早期卒業プログラムにて経営学士号をほぼ最高点のGPAで卒業。

## キャリア
2003年にオーストラリアへ帰国後、自身の音楽マネージメント会社であるRed Balloon Artist Managementを立ち上げる。兄のマーティンやMartin Martini And The Bone Palace Orchestraと共に、The Corner Hotel、ヴィクトリア国立美術館、シドニーオペラハウスにて3度のナショナルツアーを行い、2008年にはロンドンのソーホーシアターにて海外公演も行った。
2009年に日本に戻り、音楽業界での活動、モデル活動、文化服装学院での英語講師を務め始める。

## 音楽活動
音楽プロモーター、契約交渉人としては、The Lagerphones、Grand Salvo、The Harpoons、The Twoks、2019年フジロック出演のSunnyside、Owl Eyes、Oliver Mannなど数多くのオーストラリア人アーティストの日本ツアーを手掛けている。
Hiatus Kaiyote、Blue King Brownなど、日本を拠点としたアーティストの現地フィクサーとしても活動。とりわけ2019年には京都を拠点とするグループ、ザッハトルテのオーストラリアツアーを企画。Northcote Social ClubやMona美術館での公演を指揮。ラジオ番組のABCホバート、SBSシドニー、3CRメルボルンへ出演。
2021年8月、ヴォーンはYouTubeで1000万回以上再生された京都を拠点とするアーティストYeYeを招待し、Mia Miaで2回の完売公演とConvenience Store Takahashiで1回の公演を開催。
MIA MIAをオープンして以降は頻繁にアンプラグドのライブ音楽ショーを開催しており、TennisCoats、Strange Reitaro、Yuga、Alfred Beach Sandalなどのアーティストが出演している。

## コーヒー業界での活動
長年コーヒーへ情熱を傾け、東京のコーヒーコミュニティでは中心的存在となる。日本のコーヒー業界において、コメンテーター、執筆家、イベント主催者、司会、大会審査員を務める。
執筆家、キュレーターとしては、数多くのメディアにカフェやバリスタを紹介。カフェKOFFEE MAMEYAと茶亭羽當について彼自身の記事を掲載した、雑誌『Casa BRUTUS』や、ライフスタイル専門ウェブマガジンの『Harumari TOKYO』、『Signpost』等がある。スペシャルティコーヒーの専門誌『Standart』ではシティプロファイル特集の東京篇の監修と執筆を手掛ける。
ウェブマガジン『グッドコーヒー』との仕事では、インスタグラム(@goodcoffeeme)のフォロワー数を3年のうちに100人から50,000人に増やす。「東京コーヒーフェスティバル」の主要メンバーでもあり、史上最多の動員数(2日間で40,000人)を記録した、2018年度の春季フェスティバルをプロデュースしている。
2016年には自身の限定版書籍『29 cafes 23 photographers 5 baristas 1 illustrator and a lot of Coffee with Vaughan』を限定300冊発行。原宿のVACANTにて出版記念パーティを行い即日ソールドアウト。
2017年、ソウルで開催されたワールドバリスタチャンピオンシップ期間中は、大会にて世界2位となる鈴木樹の英語コーチを務める。2018年と2019年のラテアートチャンピオンシップでは司会を、2019年の東京抹茶ラテアート大会等では審査員を務める。

マイアマイアは、雑誌Popeyeの「東京案内」特集(2021年5月号)の中でヴォーンの東長崎案内とともに取り上げられた。同誌2021年11月号「珈琲と旅」特集では再びヴォーンとマイアマイアの着想にインスピレーションを与えた二つのカフェ、栃木県那須にある1988 CAFE SHOZOと埼玉県川口にあるSenkiyaが取り上げられた。同誌はH&Mとのタイアップ広告も掲載した。世界のビジネス成功例を紹介する雑誌「Monocle book of entrepreneurs (2021年11月リリース)」に取り上げられ、雑誌「珈琲時間 (2021年冬季号)」の表紙も飾っている。ヴォーンとマイアマイアは、Audio Technica のイヤホンともタイアップ広告でコラボレーションした。高橋ヨーコが手掛けたYouTube動画は再生回数300,000回を記録した。2021年9月、カーサブルータス誌の企画ではミニクーパーの広告撮影にてコラボレーションを果たす。

## モデル活動
モデルとしては、篠山紀信、祐真朋樹、熊谷隆志といった業界の著名人と共に活動した経歴がある。定期的な出演雑誌は『UOMO』、『Houyhnhnm』、『Brutus』、『POPEYE』、『東京カレンダー』、福岡発のフリーマガジン『BOND』等。ファッションブランドのカタログモデルとしては、Beams、United Arrows、Urban Research、Phlannel、 Espionage(韓国)。Zoff、auの広告起用歴がある。2013年以来、文化服装学院にて講師を務める。
2023年には、無印良品のモデルとして登場し、また、妻のリエとともに、ファミリーマートのコンビニエンスウェア全国キャンペーンの主要モデルの一人としても活躍ている。

## Cafe Mia Mia & Gallery kiosk I AM TOKYO
2020年、建築家の妻であるアリソン理恵とともに「Mia Mia」をオープンした。東京都豊島区長崎に位置する。店頭では地元とオーストラリア産のコーヒーやワインを専門に扱う。
マイアマイアは、雑誌Popeyeの「東京案内」特集(2021年5月号)の中でヴォーンの東長崎案内とともに取り上げられた。同誌2021年11月号「珈琲と旅」特集では再びヴォーンとマイアマイアの着想にインスピレーションを与えた二つのカフェ、栃木県那須にある1988 CAFE SHOZOと埼玉県川口にあるSenkiyaが取り上げられた。同誌はH&Mとのタイアップ広告も掲載した。世界のビジネス成功例を紹介する雑誌「Monocle book of entrepreneurs (2021年11月リリース)」に取り上げられ、雑誌「珈琲時間 (2021年冬季号)」の表紙も飾っている。ヴォーンとマイアマイアは、Audio Technica のイヤホンともタイアップ広告でコラボレーションした。高橋ヨーコが手掛けたYouTube動画は再生回数300,000回を記録した。2021年9月、カーサブルータス誌の企画ではミニクーパーの広告撮影にてコラボレーションを果たす。

I AM TOKYO 2021年、ヴォーンは妻のアリソン理恵と共にカルチャー雑貨店兼ギャラリーを東長崎エリアにオープンした。店内ではオーストラリア出身アーティストの作品を展示している。初年度には、Sophia Emmett、Lightly、Seljak 、Posie、Togetherness の作品を出店した。

## Coffee time with Vaughan brand
2021年4月、ヴォーンは「コーヒータイム・ウィズ・ヴォーン」という公式ハンカチブランドを立ち上げる。創業100年の老舗ハンカチメーカー「インターモード川辺」、MARIYA SUZUKI、佐伯ゆう子などの日本人アーティストとのコラボレーションから成り、初回は Koffee Mameya と創業以来100年続く京都の喫茶店六曜社と共作した。同ブランドは伊勢丹新宿1階に全国ポップアップストアの一つとして公式オープン。京都大丸やロフト等の全国的セレクトショップと共に店を並べた。2022年4月に予定されている第二弾目のコラボレーションは、ブルーボトルコーヒー(デザイン:三宅瑠人)と、茶亭羽富(デザイン:木下ようすけ)だ。
2022年4月にリリースされる第2段は、Ryuto Miyakeによってデザインされ、著名な喫茶店茶亭羽當のアートワークが加わったBlue Bottle Coffeeとの限定コラボレーションを特色としています。 2023年、ヴォーンは京都を拠点とするアーティストShingoと連携して小川珈琲を表現し、伝説のイラストレーターである橋本聡とコーヒーローンのハンカチを製作しました。両店舗はこの年に創業70周年を迎えます。 2024年の夏、ヴォーンはコーヒー業界の重鎮であるリーブスコーヒーと京都の隠れた名店二条小屋と連携して、自身のブランドの第4シーズンを発表します。